# Gąska śmierdząca

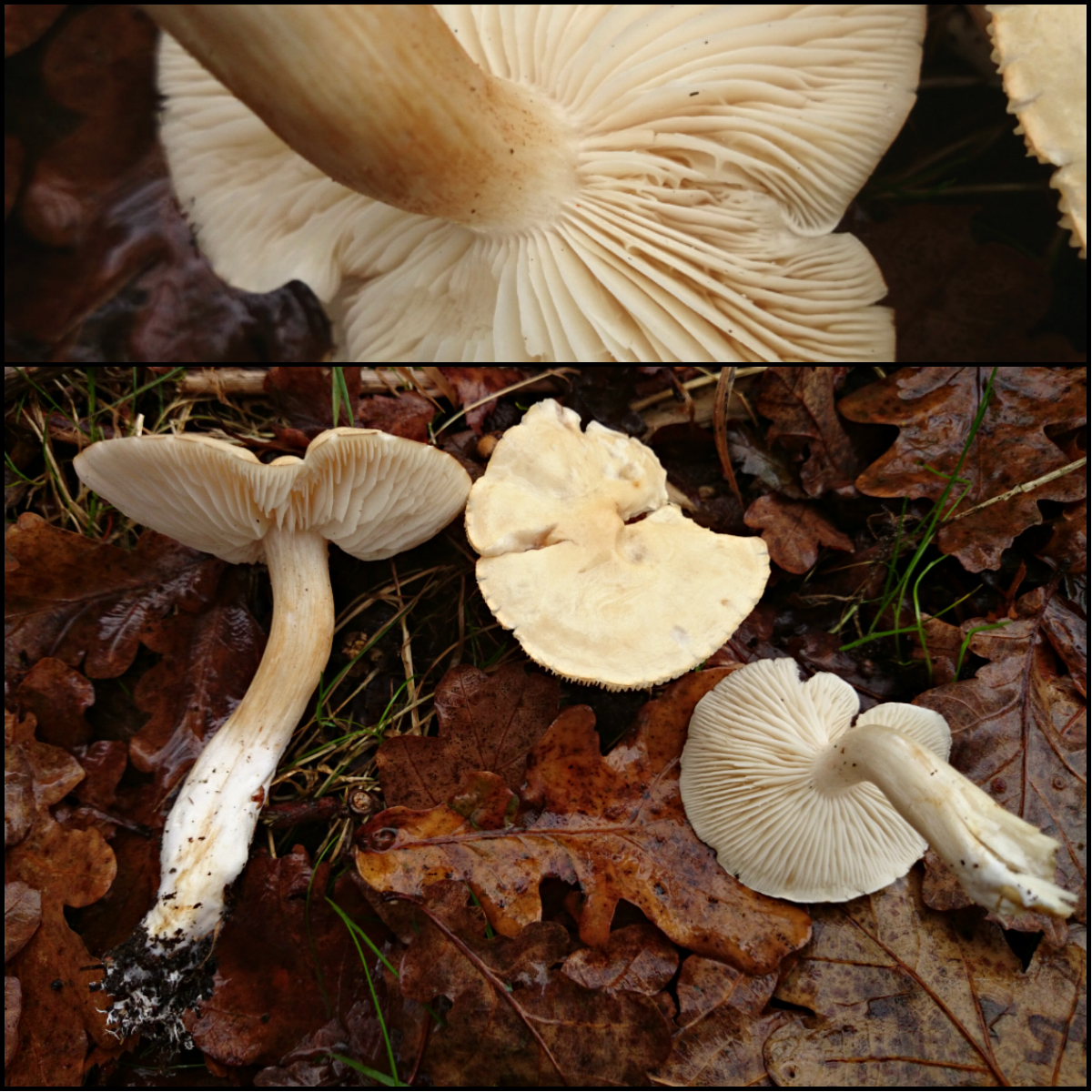

Gąska śmierdząca (Tricholoma lascivum (Fr.) Gillet) – gatunek grzybów należący do rzędu pieczarkowców (Agaricales).

## Systematyka i nazewnictwo
Pozycja w klasyfikacji według Index Fungorum: Tricholoma, Tricholomataceae, Agaricales, Agaricomycetidae, Agaricomycetes, Agaricomycotina, Basidiomycota, Fungi.
Po raz pierwszy opisał go w 1821 r. Elias Fries, nadając mu nazwę Agaricus lascivus. Obecną nazwę nadał mu Claude-Casimir Gillet w 1874 r. Pozostałe synonimy:
- Agaricus lascivus var. robustus Cooke 1884
- Gyrophila lasciva (Fr.) Quél. 1886
- Tricholoma lascivum var. robustum (Cooke) Sacc. 1887[2].

Polską nazwę zarekomendował Władysław Wojewoda w 2003 r.

## Morfologia
Kapelusz
O średnicy 4–10 cm, początkowo półkulisty do dzwonkowatego z podwiniętym brzegiem, potem płaskowypukły z niskim garbkiem lub nieco wklęsłym środkiem i prostym brzegiem. Powierzchnia bardzo blado szarożółta, szczególnie w starszym wieku, czasami z żółtymi plamami, gładka, naga lub nieco filcowata.
Blaszki
Blaszek pełnych 60–80, blaszeczek do 39, blaszki i blaszeczki o średniej gęstości i nierównej szerokości, nieregularnie segmentowate, białe, po zgnieceniu z żółtoochrowymi lub czerwonawymi plamami. Ostrza grubo ząbkowane.
Trzon
Wysokość 4–8 cm, grubość 0,6–1,5 cm, cylindryczny, ku podstawie nico się zwężający lub poszerzający, ale często o nieregularnym kształcie. Powierzchnia biała do jasnoróżowawokremowej, po zgnieceniu z żółtoochrowymi plamkami, włóknista u podstawy z białą grzybnią.
Miąższ
Biały, o bardzo cierpkim i gorzkim, nieco mączystym smaku. Zapach silny, mdlący, podobny do mieszanki aromatycznych owoców i substancji chemicznych.
Cechy mikroskopowe
Podstawki 22–40 × 18,0–19 µm, 4-zarodnikowe. Bazydiospory 6,0–8(-9,5) × 3,5–17 µm, Q = 1,3–2,0, średnio = 1,6–1,7, elipsoidalne z wyraźnym wyrostkiem wnęki. Krawędź blaszek płodna, cystyd brak. Skórka kapelusza typu cutis zbudowana z cylindrycznych strzępek o szerokości 3,0–5(–6,5) µm, warstwa pod skórką niezróżnicowana, złożona z elementów cylindrycznych lub napęczniałych, 15–45(–60) × 4–5. Strzępki zawierają wewnątrzkomórkowy, blady pigment. Skórka trzonu zbudowana z cylindrycznych strzępek, o szerokości 3,5–5(–6,0) µm. Na wierzchołku trzonu występują rozproszone, proste, cylindryczne kaulocystydy 5–35 × 3,5–6 µm. Sprzążki raczej liczne i bardzo duże.
Gatunki podobne
Pod względem pokroju podobna jest gąska biaława (Tricholoma album), jednakże odróżnia się bladoszarawym odcieniem barwy kapelusza składnik, a jej zarodniki są zdecydowanie dłuższe i bardziej wydłużone. Niektóre podane w lasach liściastych stanowiska gąski nieprzyjemnej (Tricholoma inamoenum) w rzeczywistości reprezentują gąskę śmierdzącą.

## Występowanie
Najwięcej stanowisk gąski śmierdzącej podano w Europie, ale występuje także w Ameryce Północnej i Azji. W Polsce W. Wojewoda w 2003 r. przytoczył liczne stanowiska, wiele nowych podano także w latach następnych.
Naziemny grzyb mykoryzowy występujący w lasach liściastych i mieszanych. Tworzy ektomykoryzy głównie z bukiem pospolitym, rzadziej z dębami. Preferuje gleby wapienne. Owocniki tworzy głównie od sierpnia do listopada.